# 亚的斯亚贝巴
亚的斯亚贝巴（羅馬化：Addis Abäba，國際音標：[adˈdis ˈabəba] ⓘ，意即“新鮮花朵”，[fɪnˈfɪ́n.nɛ́]，意即“天然泉”）是东部非洲国家埃塞俄比亚的首都和最大城市，2007年人口普查時有3,384,569居民；其也是非洲联盟及其前身非洲统一组织总部所在地，位於海拔2400公尺的高原之上。
城市的建立地点是由埃塞俄比亚泰图王后所选定在这里的温泉旁建立一座房子，并允许贵族在这里划地建房，成为建立城市的开始。在1886年由她的丈夫孟尼里克二世所开始建设的。
亚的斯亚贝巴正北面是海拔3000米的恩托托山，城市座落在群山环抱的山麓阶地上。城市最重要的教育场所是亚的斯亚贝巴大学，这所大学之前被称之为海尔·塞拉西一世大学，当时的埃塞俄比亚国王海尔·塞拉西一世在1961年将Guenete Leul宫殿贡献给大学，作为大学的主校区。

## 历史

### 永久之都
亚的斯亚贝巴是由埃塞俄比亚皇帝孟尼里克二世依恩陀陀山所创建， 因为他发现恩陀陀山是军事操控国家南部地区非常重要的基地，且阿瓦什河的4条支流流经此地，气候温润，很适合城市的发展。埃塞俄比亚处于统治地位的主体民族是阿姆哈拉人。他们长期过着游牧生活，国家并没有固定的地方作为首都，不同时代不同王朝都会不断的更换首都地点，只有亚的斯亚贝巴建立以后，历经了国家100多年的变动自始至终作为国家的首都，成为埃塞俄比亚的「永久之都」。

### 亚的斯亚贝巴的桉树
在亚的斯亚贝巴，桉树是极为常见的树种，据说，孟尼里克二世定都亚的斯亚贝巴不久，发现这里花虽然很多，但可用做柴薪的树木并不多。因此，他心中萌生迁都之意。消息传开，有人向这位君主进言:与其另觅新都，不如就地广为植树。他采纳了这项建议，从1905年开始引进生长较快的桉树，号召百姓广为栽种。同时，他决定，由国家廉价提供树苗，免征种植树木的土地税。这样，还不到20年的时间，桉树不但长满全城，更在城市四周形成一个宽阔的绿化带。建筑材料和柴薪问题都解决了，首都再也没有搬迁。目前，亚的斯亚贝巴的桉树林总计有50多平方公里，城市建设所需木材的90％依靠桉树来解决。又被称为「桉树之都」。

### 反抗侵略
1896年，2万多名意大利人侵略军进犯埃塞俄比亚。孟尼里克二世率领军民奋起抵抗。在著名的阿杜瓦战役中，击退意军，意大利遭到惨败后被迫签订和约，承认埃塞俄比亚的主权和独立。当时，在列强瓜分的非洲，除美国扶持的利比里亚之外，埃塞俄比亚成为非洲大陆惟一独立自主的国家。为纪念孟尼里克二世的历史功绩，在亚的斯亚贝巴市中心地带，修建有以他的名字命名的孟尼里克二世广场。广场上树立着这位国王跃马飞奔的雕像，展现他抗拒异族入侵、维护国家的英雄气概。
在1936年5月5日，二战前夕，墨索里尼命令意大利军队在第二次意大利埃塞俄比亚战争中占领了亚的斯亚贝巴，并将城市定为意属东非的首府。 而执政的海尔·塞拉西一世仓皇逃走，城市在1936年至1939年由意大利亚的斯亚贝巴总督管理，所有独立的标志，包括孟尼里克二世的雕像，都遭到破坏；同时，大量珍贵的历史文物被劫往罗马。之后在埃塞俄比亚爱国者在英軍的帮助下击退了第二次世界大战的轴心国意军，随后被迫流亡海外的国王海尔·塞拉西一世在1941年5月5日重返亚的斯亚贝巴，并且立刻投身到了首都的重建工作中。
海尔·塞拉西国王在1963年帮助组成了非洲统一组织，并且邀请新的组织维持设在城市中的总部。非洲统一组织在2002年分解，由非洲联盟取而代之。非盟也将总部定在了亚的斯亚贝巴城。联合国非洲经济委员会也将总部定在了亚的斯亚贝巴，亚的斯亚贝巴从1965年起同时也是东正教教堂理事会的据点之一。

## 地理
亞的斯亞貝巴海拔約2,300（7,500英尺），坐標為9°1′48″N 38°44′24″E / 9.03000°N 38.74000°E。城市坐落於恩托托山山腳，處於阿瓦什河流域。其最低博萊國際機場海拔2,326（7,631英尺），最高點即恩托托山，高3,000（9,800英尺）。

### 區劃
亞的斯亞貝巴分為10個區和99個子區。這10個區為：
| 序號 | 名稱             | 面積（平方千米） | 人口    | 密度     | 地圖 |
| ---- | ---------------- | ---------------- | ------- | -------- | ---- |
| 1    | Addis Ketema     | 7.41             | 271,644 | 36,659.1 |      |
| 2    | Akaky Kaliti     | 118.08           | 195,273 | 1,653.7  |      |
| 3    | Arada            | 9.91             | 225,999 | 23,000   |      |
| 4    | Bole             | 122.08           | 328,900 | 2,694.1  |      |
| 5    | Gullele          | 30.18            | 284,865 | 9,438.9  |      |
| 6    | Kirkos           | 14.62            | 235,441 | 16,104   |      |
| 7    | Kolfe Keranio    | 61.25            | 546,219 | 7,448.5  |      |
| 8    | Lideta           | 9.18             | 214,769 | 23,000   |      |
| 9    | Nifas Silk-Lafto | 68.30            | 335,740 | 4,915.7  |      |
| 10   | Yeka             | ?                | ?       | ?        |      |

### 氣候
按照柯本氣候分類法，亞的斯亞貝巴屬於海洋性高原氣候（Cwb）。有記錄以來的最高溫為1996年8月27日的32 °C（90 °F），最低溫為1999年11月23日的0 °C（32 °F）。
| 亚的斯亚贝巴 (1981年–2010年、極端數據： 1898年–至今)                                                                                   | 亚的斯亚贝巴 (1981年–2010年、極端數據： 1898年–至今) | 亚的斯亚贝巴 (1981年–2010年、極端數據： 1898年–至今) | 亚的斯亚贝巴 (1981年–2010年、極端數據： 1898年–至今) | 亚的斯亚贝巴 (1981年–2010年、極端數據： 1898年–至今) | 亚的斯亚贝巴 (1981年–2010年、極端數據： 1898年–至今) | 亚的斯亚贝巴 (1981年–2010年、極端數據： 1898年–至今) | 亚的斯亚贝巴 (1981年–2010年、極端數據： 1898年–至今) | 亚的斯亚贝巴 (1981年–2010年、極端數據： 1898年–至今) | 亚的斯亚贝巴 (1981年–2010年、極端數據： 1898年–至今) | 亚的斯亚贝巴 (1981年–2010年、極端數據： 1898年–至今) | 亚的斯亚贝巴 (1981年–2010年、極端數據： 1898年–至今) | 亚的斯亚贝巴 (1981年–2010年、極端數據： 1898年–至今) | 亚的斯亚贝巴 (1981年–2010年、極端數據： 1898年–至今) |
| 月份 | 1月                                                  | 2月                                                  | 3月                                                  | 4月                                                  | 5月                                                  | 6月                                                  | 7月                                                  | 8月                                                  | 9月                                                  | 10月                                                 | 11月                                                 | 12月                                                 | 全年                                                 |
| --- | ---------------------------------------------------- | ---------------------------------------------------- | ---------------------------------------------------- | ---------------------------------------------------- | ---------------------------------------------------- | ---------------------------------------------------- | ---------------------------------------------------- | ---------------------------------------------------- | ---------------------------------------------------- | ---------------------------------------------------- | ---------------------------------------------------- | ---------------------------------------------------- | ---------------------------------------------------- |
| 历史最高温 °C（°F） | 28.8 (83.8)                                          | 30.6 (87.1)                                          | 30.0 (86.0)                                          | 30.2 (86.4)                                          | 29.5 (85.1)                                          | 29.0 (84.2)                                          | 29.1 (84.4)                                          | 28.0 (82.4)                                          | 25.6 (78.1)                                          | 27.1 (80.8)                                          | 29.5 (85.1)                                          | 26.5 (79.7)                                          | 30.6 (87.1)                                          |
| 平均高温 °C（°F） | 24 (75)                                              | 24 (75)                                              | 25 (77)                                              | 24 (75)                                              | 25 (77)                                              | 23 (73)                                              | 21 (70)                                              | 21 (70)                                              | 22 (72)                                              | 23 (73)                                              | 23 (73)                                              | 23 (73)                                              | 23 (74)                                              |
| 日均气温 °C（°F） | 16.0 (60.8)                                          | 16.8 (62.2)                                          | 17.8 (64.0)                                          | 17.8 (64.0)                                          | 18.2 (64.8)                                          | 16.8 (62.2)                                          | 15.5 (59.9)                                          | 15.6 (60.1)                                          | 16.1 (61.0)                                          | 16.1 (61.0)                                          | 15.4 (59.7)                                          | 15.2 (59.4)                                          | 16.4 (61.5)                                          |
| 平均低温 °C（°F） | 8 (46)                                               | 9 (48)                                               | 10 (50)                                              | 11 (52)                                              | 11 (52)                                              | 10 (50)                                              | 10 (50)                                              | 10 (50)                                              | 10 (50)                                              | 9 (48)                                               | 7 (45)                                               | 7 (45)                                               | 9 (49)                                               |
| 历史最低温 °C（°F） | 0.0 (32.0)                                           | 0.1 (32.2)                                           | 0.0 (32.0)                                           | 2.5 (36.5)                                           | 4.0 (39.2)                                           | 4.2 (39.6)                                           | 5.4 (41.7)                                           | 5.7 (42.3)                                           | 3.9 (39.0)                                           | 0.0 (32.0)                                           | 0.0 (32.0)                                           | 0.0 (32.0)                                           | 0.0 (32.0)                                           |
| 平均降雨量 mm（） | 13 (0.5)                                             | 30 (1.2)                                             | 58 (2.3)                                             | 82 (3.2)                                             | 84 (3.3)                                             | 138 (5.4)                                            | 280 (11.0)                                           | 290 (11.4)                                           | 149 (5.9)                                            | 27 (1.1)                                             | 7 (0.3)                                              | 7 (0.3)                                              | 1,165 (45.9)                                         |
| 平均降雨天数（≥ 0.1 mm） | 3                                                    | 5                                                    | 7                                                    | 10                                                   | 10                                                   | 20                                                   | 27                                                   | 26                                                   | 18                                                   | 4                                                    | 1                                                    | 1                                                    | 132                                                  |
| 平均相對濕度（％） | 52                                                   | 51                                                   | 53                                                   | 59                                                   | 55                                                   | 68                                                   | 78                                                   | 80                                                   | 75                                                   | 57                                                   | 53                                                   | 53                                                   | 62                                                   |
| 月均日照時數 | 266.6                                                | 206.2                                                | 241.8                                                | 210.0                                                | 238.7                                                | 174.0                                                | 111.6                                                | 133.3                                                | 162.0                                                | 248.0                                                | 267.0                                                | 288.3                                                | 2,547.5                                              |
| 日均日照時數 | 8.6                                                  | 7.3                                                  | 7.8                                                  | 7.0                                                  | 7.7                                                  | 5.8                                                  | 3.6                                                  | 4.3                                                  | 5.4                                                  | 8.0                                                  | 8.9                                                  | 9.3                                                  | 7.0                                                  |
| 来源1：World Meteorological Organisation (average high and low, and rainfall)                                                          |                                                      |                                                      |                                                      |                                                      |                                                      |                                                      |                                                      |                                                      |                                                      |                                                      |                                                      |                                                      |                                                      |
| 来源2：Deutscher Wetterdienst (mean temperatures 1961–1990, humidity 1951–1990, and sun 1985–1998)Meteo Climat (record highs and lows) |                                                      |                                                      |                                                      |                                                      |                                                      |                                                      |                                                      |                                                      |                                                      |                                                      |                                                      |                                                      |                                                      |

## 人口
根据埃塞俄比亚中央统计局2005年的公告，亚的斯亚贝巴估量人口总数为2,973,004人，其中男性1,428,001人，女性1,545,003人。 中央统计局的这次公告不包含城市管辖范围内的农村人口，所以100%的居民是都市人口；亚的斯亚贝巴的城市人口占埃塞俄比亚全国比重的24%。估量范围为530.14平方公里，这是国家特别是的人口密度大到了5,607.96人每平方公里。
根据1994年的人口普查，亚的斯亚贝巴得人口报告为230万，其中28,149人生活在城市管辖的农村。51.6%的是女性，48.4%的是男性。
作为国家首都的亚的斯亚贝巴，民族种类也非常多，主要的民族有安哈拉人（48.3%）、奥罗莫人（19.2%）、古拉格人（17.5%）和提格雷人（7.6%），其他族人占到了人口比重的7.4%。
城市82%的人口信仰埃塞俄比亞正教會（屬東方正統教會，與東正教無任何關係），12.7%信仰伊斯兰教，3.9%信仰新教，0.8%信仰天主教，还有0.6%的民众信仰其他宗教（比如印度教、犹太教、巴哈伊教、耶和华见证人、不可知论者等等）。

## 经济
亚的斯亚贝巴的经济活动多种多样。根据联邦政府的官方统计数据，该市约有119,197人从事贸易和商业；从事制造业的有113,977人；80,391 名不同种类的家庭主妇；71,186人在民政部门；运输和通信领域50,538人；教育、卫生和社会服务部门42,514人；酒店和餐饮服务32,685人；农业16,602人。除亚的斯亚贝巴农村地区的居民外，城市居民也会参与畜牧业和种植业。埃塞俄比亚的畜牧业较为发达，根据埃塞俄比亚中央统计局2005年估计，亚的斯亚贝巴的农民共有20,700头牛（占埃塞俄比亚全国牛总量的0.1%），绵羊7,900只（低于全国总量的0.1%），山羊3,150只（低于全国总量的0.1%），马380匹（低于全国总量的0.1%），270头骡子（占全国总量的0.18%），驴4,780头（占全国总量的0.19%），共计21,420头各种家畜（低于全国总量的0.1%）和170只蜂箱（低于全国总量的0.1%）。在种植业上，每年灌溉677公顷（1,670英亩）的土地，种植129,880公担蔬菜。这是一个相对干净和安全的城市，最常见的犯罪是扒窃、诈骗和轻微入室盗窃。亚的斯亚贝巴正处于建筑热潮中，许多地方的高楼大厦拔地而起。各种豪华服务也已推出，最近购物中心的建设有所增加。该地区的水疗专业人士表示，有些人将这座城市称为“非洲的水疗之都”。
埃塞俄比亚航空公司的总部设在亚的斯亚贝巴博莱国际机场。

## 城市区域划分

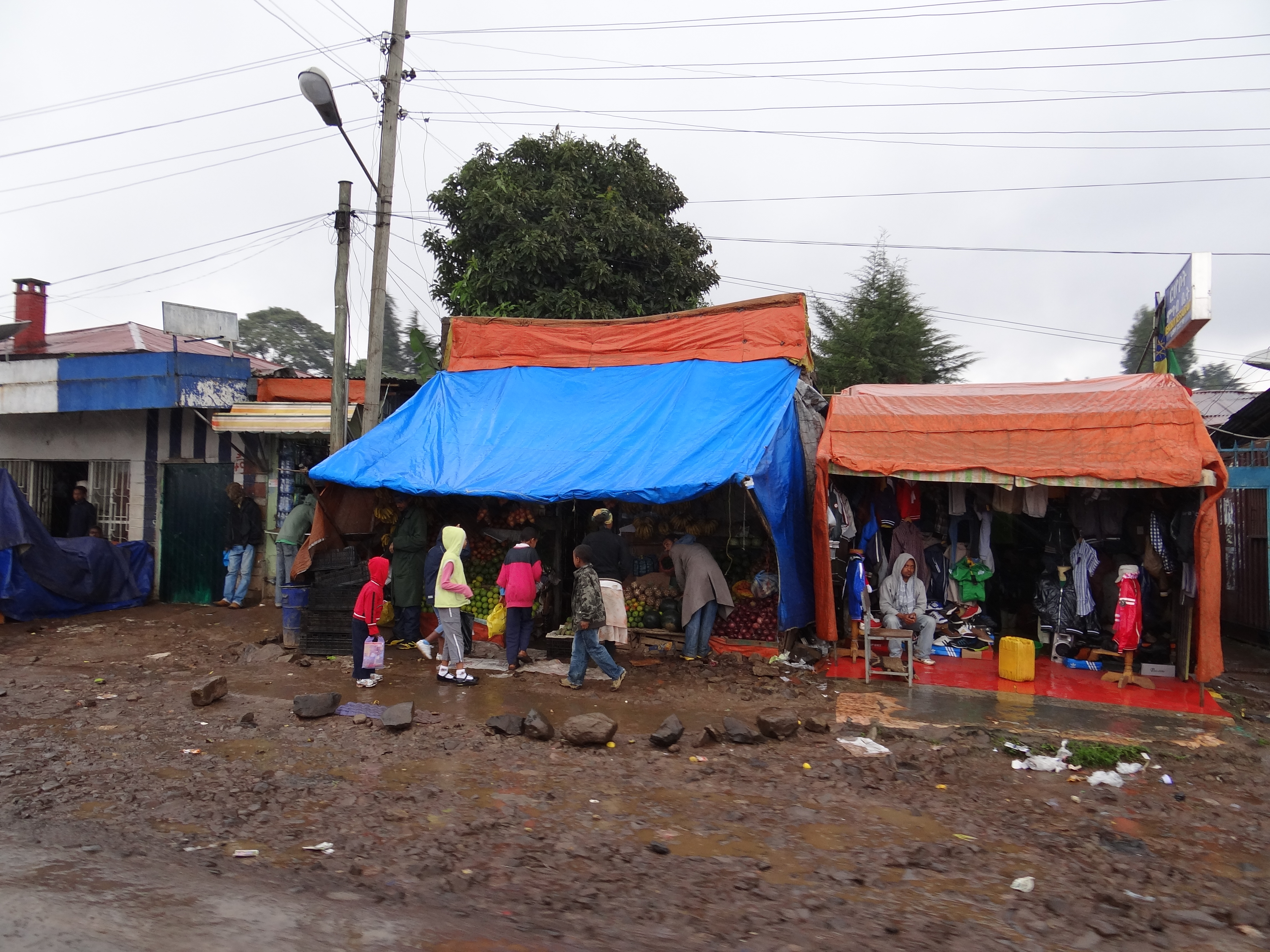
商業區

恩陀陀山源于城市北部郊区。北部郊区有Shiro Meda和恩陀陀两个地区，Urael和博乐位于城市东部，Nifas Silk位于东南部，Mekanisa位于南部，Keraniyo和Kolfe在城市的西部。
依地势高低逐渐建为上城和下城。上城处在山丘，大多是弯曲、狭窄的街道。现在，这里主要是破败的居民区和传统商业区。居民以低收入者居多，棚户和贫民窟随处可见。下城地势稍低，高楼大厦林立，是现代化商店、餐馆、旅店和政府办公楼的集中之地。下城之南，在通往新旧两个机场的东南部和西南部，是豪华的住宅和漂亮的别墅集中之地，有“富人区”之称。

## 文化

### 旅遊
作为非洲的著名大都市，亚的斯亚贝巴是聯合國非洲經濟委員會和非洲联盟的总部所在。 在埃塞俄比亚考古学也有重大发现，最早的南方古猿（Australopithecus afarensis），其出现年代少于400万～300万年，这个物种脑容量很小，雄性明显远比雌性为大，被称为「露西」（Lucy）的年轻雌性南方古猿骸骨于1974年在埃塞俄比亚出土，由於骨骼较为完整，使人能确立古猿的行走形式：以足直立、步履蹒跚，科学家从肩胛骨及臂骨分析发现：南方古猿仍保持灵长类远祖的攀援的特徵。之后发现非洲南方古猿（Australopithecus africanus），据推测：身高为145厘米，雄性平均体重为65千克，雌性35千克，脑容量为现代人的三分之一。这一人类早期化石现存于亚的斯亚贝巴的埃塞俄比亚国家博物馆内。
城市其他的文化设施有埃塞俄比亚国家图书馆、埃塞俄比亚人类学博物馆（前身是皇宫）、衣索比亞國家博物館、埃塞俄比亚自然历史博物馆、埃塞俄比亚铁路博物馆和埃塞俄比亚邮政博物馆。

### 建築

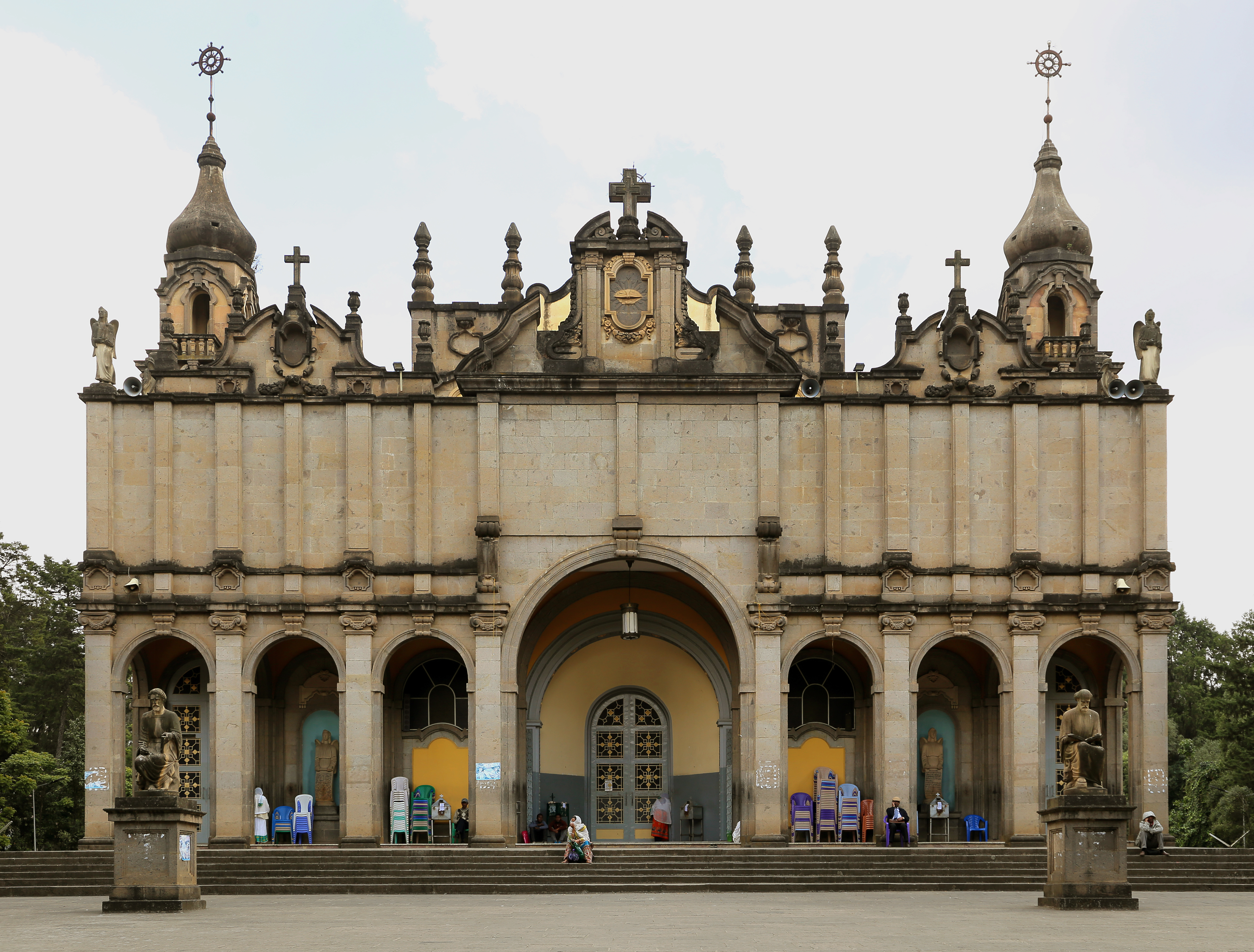
圣三一大教堂
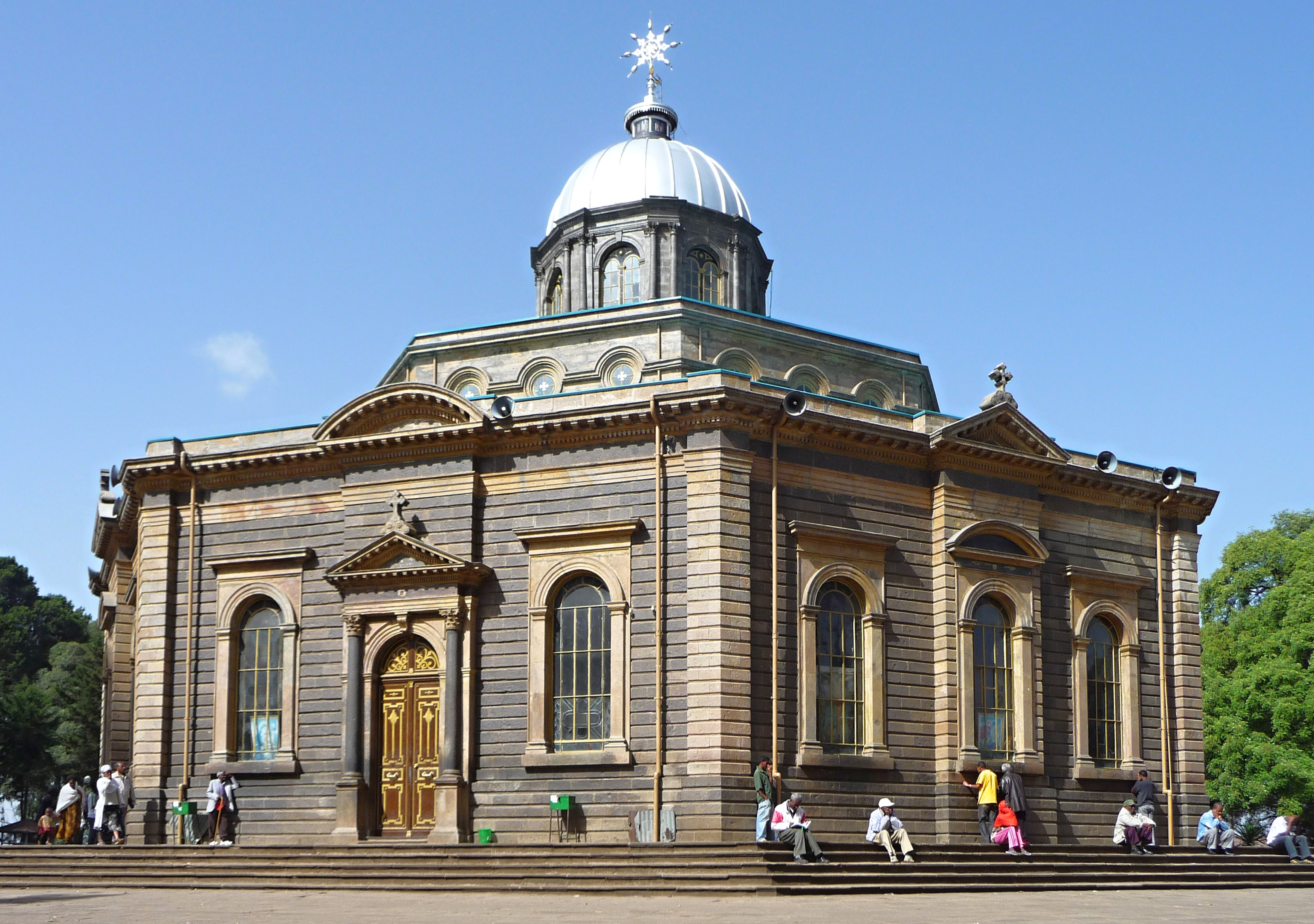
圣乔治大教堂
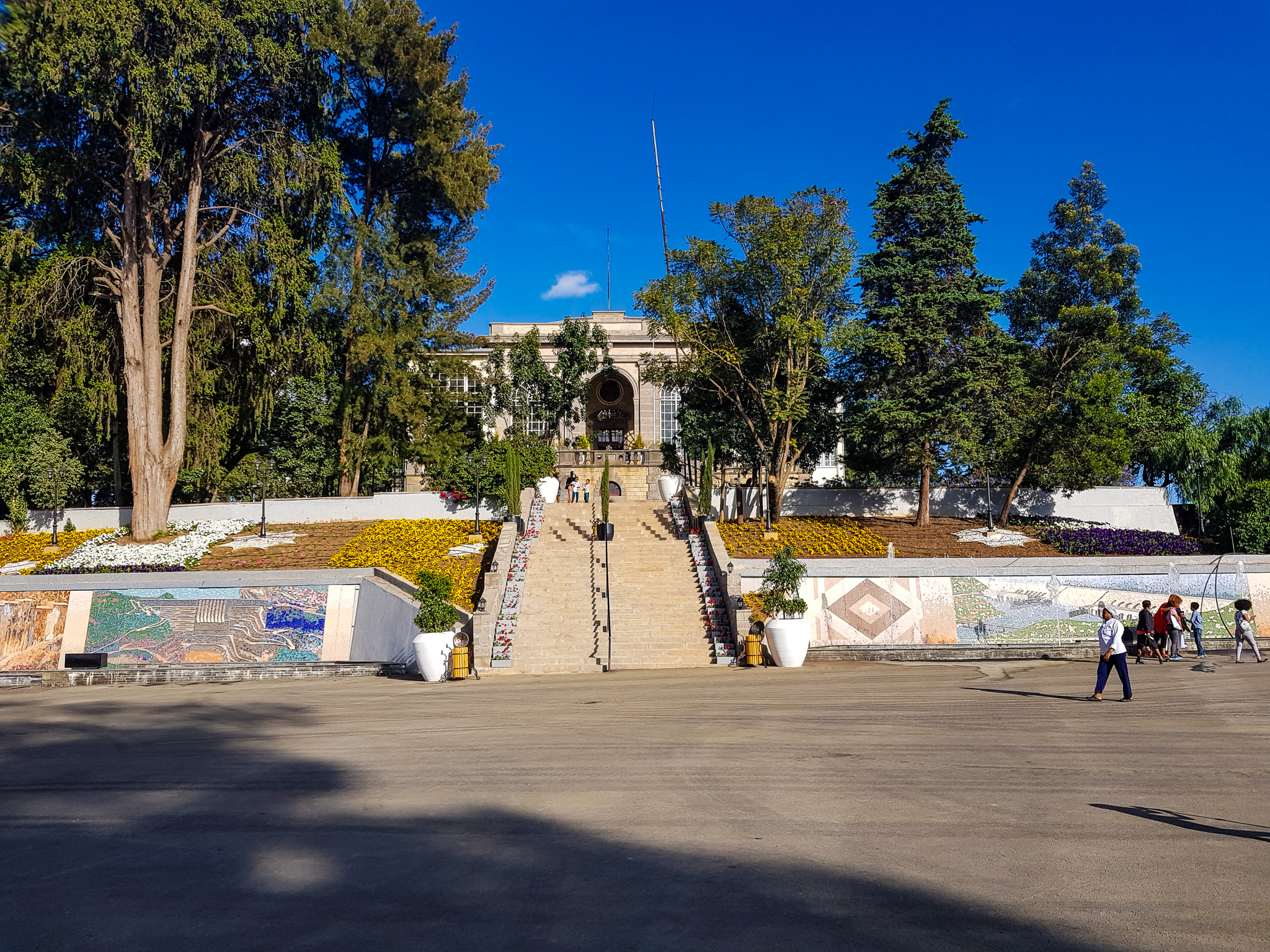
孟尼利克宮
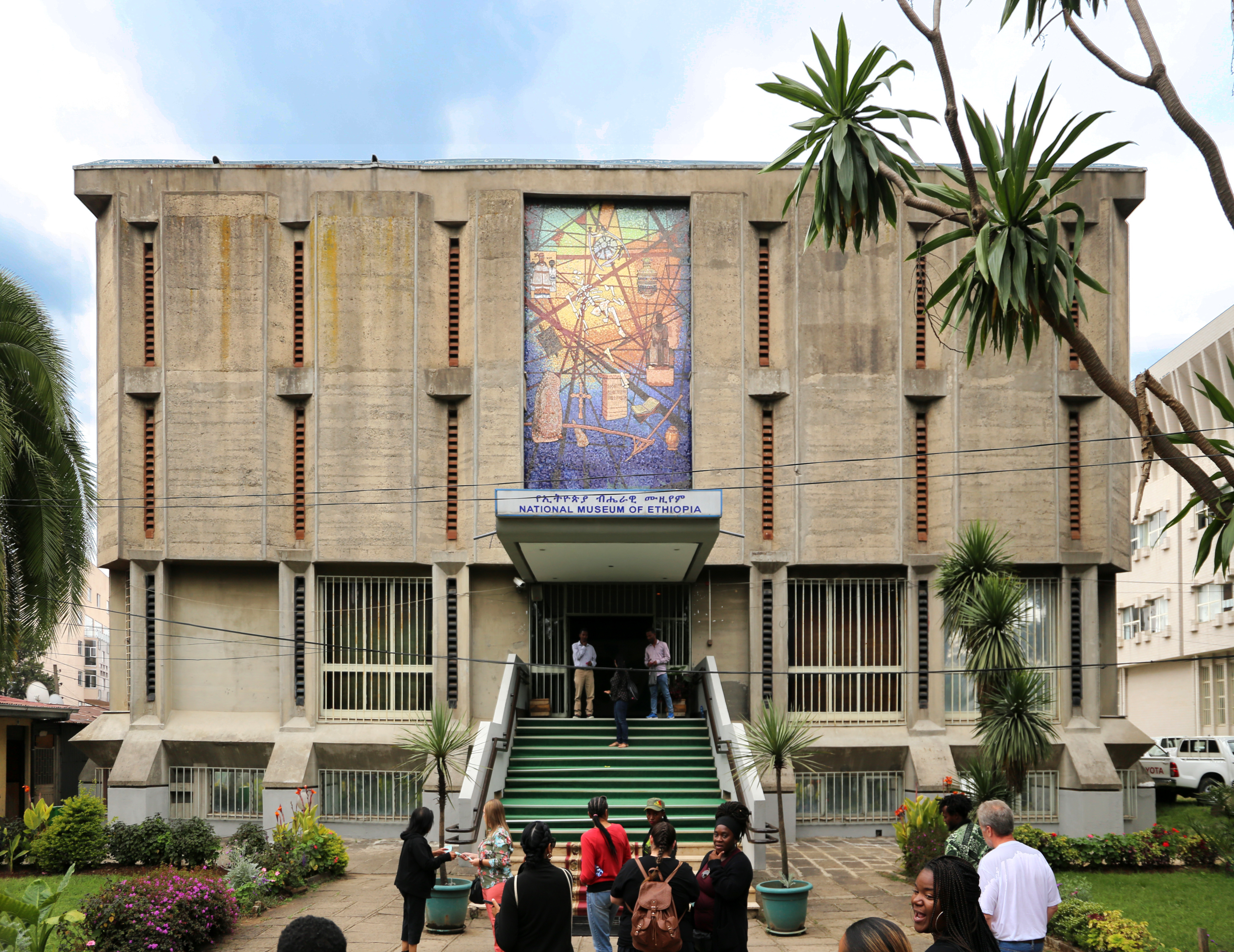
衣索比亞國家博物館

亚的斯亚贝巴最知名的建筑有圣乔治大教堂（建于1896年同时也是博物馆），圣三一大教堂（曾是最大的埃塞俄比亚正教堂以及西尔维亚·潘克赫斯特的墓碑），除此之外也是国王海尔·塞拉西和皇室成员的墓地，这里在战争时期和意大利人有过争斗。这里也是孟尼里克的旧皇宫，至今仍旧保留完好，国家宫殿之前称之为庆典宫殿，是1955年为国王海尔·塞拉西一世结婚三十周年而建的，现今是埃塞俄比亚总统的官邸。海格·菲基尔剧院（Hager Fikir）是埃塞俄比亚最古老的剧院，位于城市的Piazza区。非洲会堂（Africa Hall）位于孟尼里克二世大道，这座豪华的建筑是联合国非洲经济委员会的总部，也是大部分驻埃塞俄比亚联合国官员的办公场所，这一地点同时也是非联前身非洲统一组织的创建地。附近的圣三一大教堂是埃塞俄比亚国会大楼，大楼和旁边的钟楼都是在海尔·塞拉西国王统治时期兴建的，如今则作为国会继续使用。穿过国会是Shengo会堂，是由军政府（Derg）海尔·马里亚姆·门格斯图统治时期所建，Shengo Hall是世界上最大的工业化组装式建筑，建筑是由在亚的斯亚贝巴的芬兰大使馆所承建的。用作大型和正式会议的举办。博乐国际机场附近的新梅得哈尼·阿莱姆（世界的救世主）教堂，这所教堂是非洲第二大。在Merkato区，有着一个大型的非洲露天传统市场以及给人留有深刻印象的Anwar清真寺，罗马天主教大教堂神圣家族也位于Merkato区。
城市的其他著名景点还包括Merkato市场、Jan Meda赛马场、Bihere Tsige娱乐中心和亚的斯亚贝巴动物园。运动设施有亚的斯亚贝巴体育场和尼亚拉体育场。

## 交通
公共交通主要包括巴士以及蓝色、白色的共享模式出租车，当地人称之为「蓝驴」，出租车通常使用小型巴士，可以容纳至少12名乘客，其中2人是巴士的责任人，一位是司机，另一位是负责收钱和播报站点，叫作weyala的售票员。
亚的斯亚贝巴拥有一个国际机场博乐国际机场，新的候机楼在2003年启用。旧利德塔机场（Lideta Airport）在城市西部的旧机场区，这个机场主要服务一些小型号的客机，军用机和直升飞机，亚的斯亚贝巴也建有铁路连接吉布提市，城市的火车站是一座法式风格的建筑。電氣化的亚吉铁路於2016年通車。
由中國貸款承建的亞的斯亞貝巴-阿達瑪高速公路於2014年5月5日通車，而亞的斯亞貝巴輕軌亦已建設完成投入服務。

## 城市軼聞
亚的斯亚贝巴的大街小巷大多没有名字，而所有的街巷均没有门牌号码。因此，你要向人说明自己的住址，就只能以标志性建筑或众所周知的地点作为参照物，描述起来非常困难，寻找起来就更加困难。既然没有门牌号码，国家就只有邮局而没有邮递员。要想看报，就只有找走街串巷的报童去购买。要想通信，就只有到邮局租用个信箱，自己去开箱取信。这当然只能是少数人才能享有的「奢侈品」。